# Maratona (atletica leggera)
La maratona è una specialità sia maschile sia femminile dell'atletica leggera. Si tratta di una gara di corsa sulla distanza di 42,195 km.
Gare correlate sono la mezza maratona (21,097 km) e l'ultramaratona, con distanze superiori ai 42,195 km.

## Distanza
La distanza della maratona non venne subito standardizzata e fino alla maratona olimpica del 1924 ebbe diverse variazioni, comprese tra i 40 e i 42,75 km. Nei primi anni la distanza della maratona era di circa 42 km, cioè la distanza tra Maratona e Atene.
| Distanza della maratona | Distanza della maratona |
| Anno                    | km                      |
| ----------------------- | ----------------------- |
| 1896                    | 40                      |
| 1900                    | 40,26                   |
| 1904                    | 40                      |
| 1906                    | 41,86                   |
| 1908                    | 42,195                  |
| 1912                    | 40,2                    |
| 1920                    | 42,75                   |
| Dal 1924                | 42,195                  |

La maratona Olimpica del 1908, svolta a Londra, doveva originariamente partire dal Castello di Windsor e finire allo Stadio Olimpico, con un percorso di 26 miglia esatte (pari a circa 41,843 chilometri) a cui gli organizzatori aggiunsero 385 iarde (ossia circa 352 metri), in modo da porre la linea di arrivo davanti al palco reale. La distanza risultante fu in tal modo di 42,195 km; tale distanza, dopo le successive edizioni dei Giochi del 1912 a Stoccolma e del 1920 ad Anversa, venne ufficialmente adottata nel 1921 dalla federazione internazionale di atletica leggera e divenne ufficiale a partire dai successivi Giochi olimpici di Parigi del 1924.

## Storia
L'idea di organizzare la gara venne a Michel Bréal, che voleva inserire l'evento nel programma della prima Olimpiade moderna, svoltasi ad Atene nel 1896. La maratona era la gara più attesa dei primi Giochi olimpici e intendeva essere la rievocazione sportiva di un evento epico: la corsa di Fidippide (o Filippide, secondo le fonti) dalla città di Maratona all'Acropoli di Atene per annunciare la vittoria sui Persiani nel 490 a.C. La maratona olimpica avrebbe seguito un percorso analogo, dal ponte di Maratona allo Stadio Panathinaiko di Atene, per un totale di 40 km (la lunghezza ufficiale di 42,195 km per la maratona, come già scritto, fu stabilita solo nel 1921).
Questa idea venne fortemente appoggiata da Pierre de Coubertin, il fondatore dei moderni Giochi olimpici, così come dai greci. Questi ultimi organizzarono una gara di selezione per la maratona olimpica, che venne vinta da Charilaos Vasilakos con il tempo di 3 ore e 18 minuti. Spyridōn Louīs giunse quinto in questa gara, ma il 10 aprile 1896 vinse quella olimpica con il tempo di 2 ore, 58 minuti e 50 secondi, precedendo di circa 7 minuti il connazionale Vasilakos.
La gara olimpica della maratona ha spesso conosciuto momenti drammatici o altamente significativi. È rimasta celebre la gara del 1908, quando il correggese Dorando Pietri giunse primo in prossimità del traguardo ma collassò a terra poco prima di raggiungere la linea di arrivo. Sostenuto da un giudice, tagliò il traguardo, ma venne successivamente squalificato, cedendo così la vittoria allo statunitense Johnny Hayes.
La gara del 1912, in occasione dei successivi Giochi olimpici di Stoccolma, fu addirittura più drammatica: a causa del forte caldo, inusuale per la Svezia, nonché per la proibizione assoluta di fornire, come invece si fa oggi, beveraggi e docce ai concorrenti, molti di loro ebbero malori e addirittura il portoghese Francisco Lázaro morì in seguito alla disidratazione e al colpo di calore.
Legato a questa maratona c'è anche uno degli episodi più curiosi dell'intera storia della disciplina, quello del giapponese Shizo Kanakuri e del suo "straordinario" tempo finale di 54 anni, 8 mesi, 6 giorni, 5 ore, 32 minuti e 23 secondi.
L'atleta nipponico, accreditato della migliore prestazione mondiale di 2 ore 32 minuti e 45 secondi, era fra i favoriti (la gara sarà vinta con un tempo di oltre quattro minuti superiore). Al 30º chilometro però il caldo e l'arsura, uniti all'invito di uno spettatore perché si rinfrescasse con una bibita all'interno della sua casa, fecero sì che succedesse l'irreparabile: Kanakuri si sedette nel soggiorno dell'ospitale casa svedese e si addormentò; si svegliò dopo molte ore e, per la vergogna, non si fece trovare (tornerà in patria con mezzi di fortuna). Fu praticamente dato per disperso dagli organizzatori e il suo nome non figurò fra gli arrivati, né fra i ritirati. Venne "ritrovato" da un giornalista svedese nel 1962 in occasione del cinquantenario dei Giochi di Stoccolma e, cinque anni dopo, gli fu data la straordinaria possibilità di riprendere la "sua" maratona olimpica da dove l'aveva interrotta e di concluderla, finalmente, col tempo che si è detto.
Restando ai campioni giapponesi, celebre rimane la vittoria di Sohn Kee-chung ai Giochi olimpici di Berlino del 1936. In realtà Sohn era coreano, ma correva per il Giappone dato che a quell'epoca la sua patria era occupata dall'Impero nipponico; in quell'occasione un altro coreano (Nam Sung-young) giunse al terzo posto. Sohn Kee-chung sarebbe stato 52 anni dopo, in occasione dei Giochi olimpici di Seul 1988, il tedoforo che avrebbe portato la fiaccola all'interno dello stadio olimpico.
La maratona dei Giochi olimpici di Roma del 1960 fu invece vinta dall'etiope Abebe Bikila, precursore di un'imbattibile schiera di fondisti africani, che percorse i 42,195 km a piedi nudi in mezzo alle antichità di Roma terminando sotto l'Arco di Costantino. Bikila si ripeté nel 1964 a Tokyo, uno dei pochi maratoneti a vincere due volte la distanza. Gli altri furono: il tedesco orientale Waldemar Cierpinski, nel 1976 a Montréal e nel 1980 a Mosca e il keniota Eliud Kipchoge, nel 2016 a Rio de Janeiro e nel 2021 a Tokyo.
Drammatica anche la maratona olimpica di Atene del 2004, che riprese gran parte del tracciato di 108 anni prima. Il brasiliano Vanderlei de Lima, in testa da circa metà gara, inseguito dall'italiano Stefano Baldini (che poi vinse) e dallo statunitense Mebrahtom Keflezighi (secondo), mentre aveva ancora un buon vantaggio anche se inesorabilmente in diminuzione, venne portato via dal percorso da Neil Horan (un prete irlandese che un anno prima aveva disturbato il Gran Premio di F1 a Silverstone), perdendo così preziosi secondi e finendo terzo in classifica.
La maratona femminile in una competizione che assegna medaglie si corse per la prima volta ai campionati europei di Atene del 1982. Vinse la portoghese Rosa Mota in 2h36'04" (sei anni dopo la lusitana conquisterà l'oro olimpico) davanti all'italiana Laura Fogli (2h36'29"). La specialità si corre ai Giochi olimpici dal 1984, quando vinse la statunitense Joan Benoit.
Accanto alle grandi competizioni internazionali (Giochi olimpici, campionati mondiali ed europei), la maratona vive ogni anno tradizionali appuntamenti con partecipazione aperta a migliaia di appassionati. Le principali maratone si tengono a Boston (la più antica maratona al mondo dopo quella di Atene, organizzata dal 1897), a New York (la maggiore per il numero di atleti all'arrivo, 52 812 nel 2018), a Londra (terza maratona mondiale per numero di atleti all'arrivo, dopo New York e Chicago) e a Berlino (sede in cui è stato ottenuto l'attuale record mondiale maschile).
Il movimento della maratona è in crescita in tutto il mondo e si sta ampliando anche a Paesi poco interessati dalla pratica atletica (come il Sud-est asiatico) o dalle condizioni meteo proibitive (Maratona dell'Antartide, Marathon des Sables nel deserto marocchino).

## Record

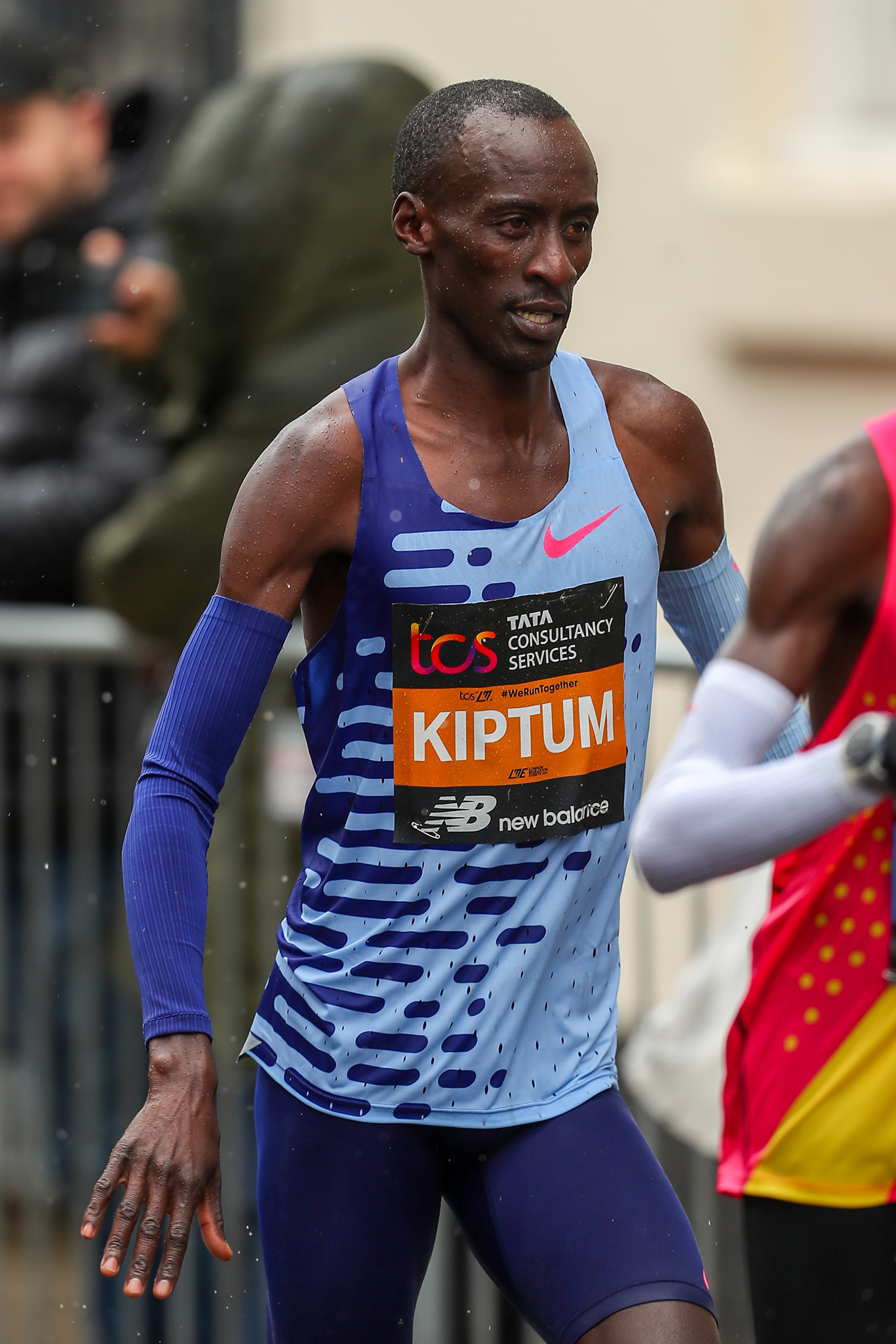
Kelvin Kiptum, detentore del record mondiale della maratona

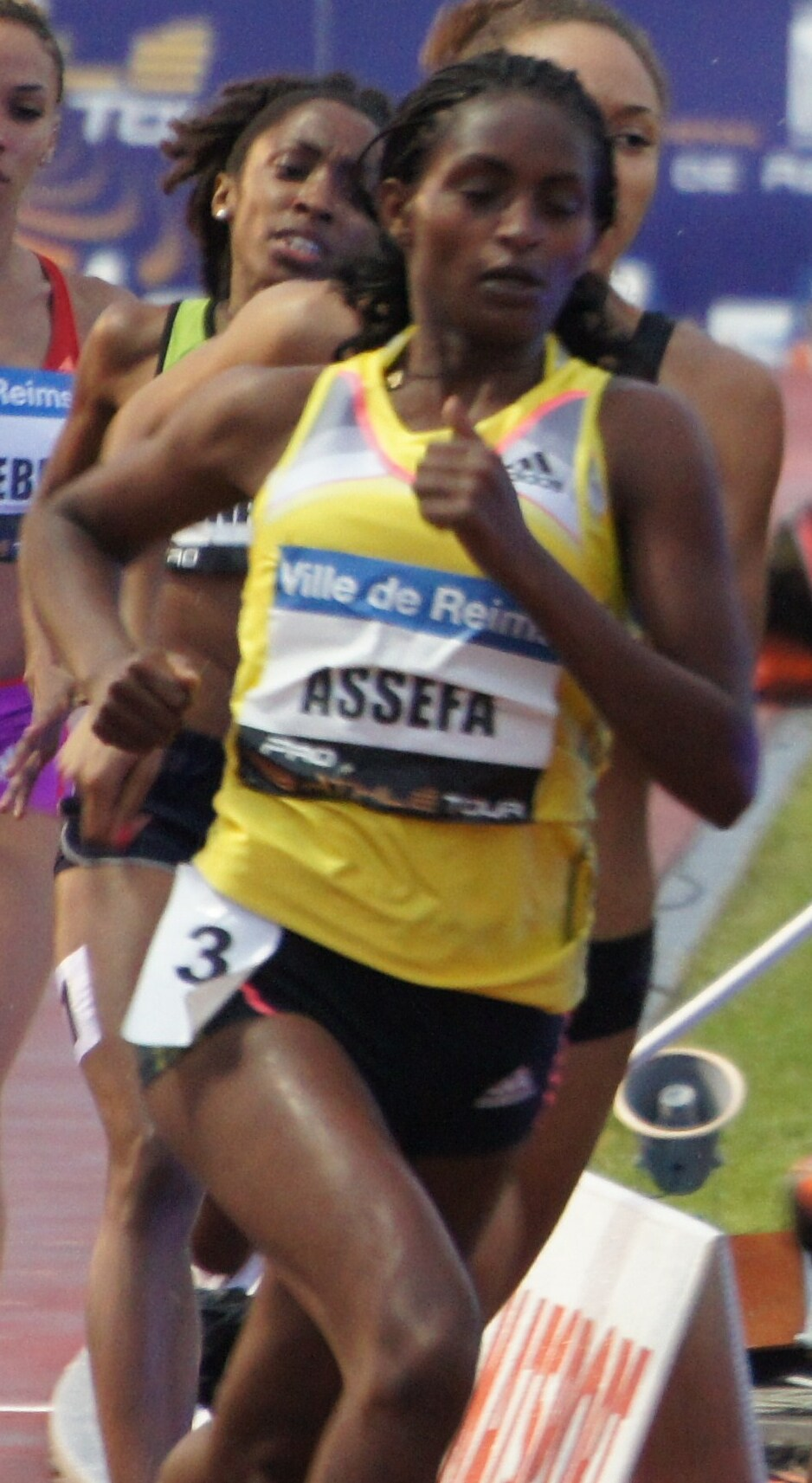
Ruth Chepngetich, primatista mondiale della maratona in gara mista

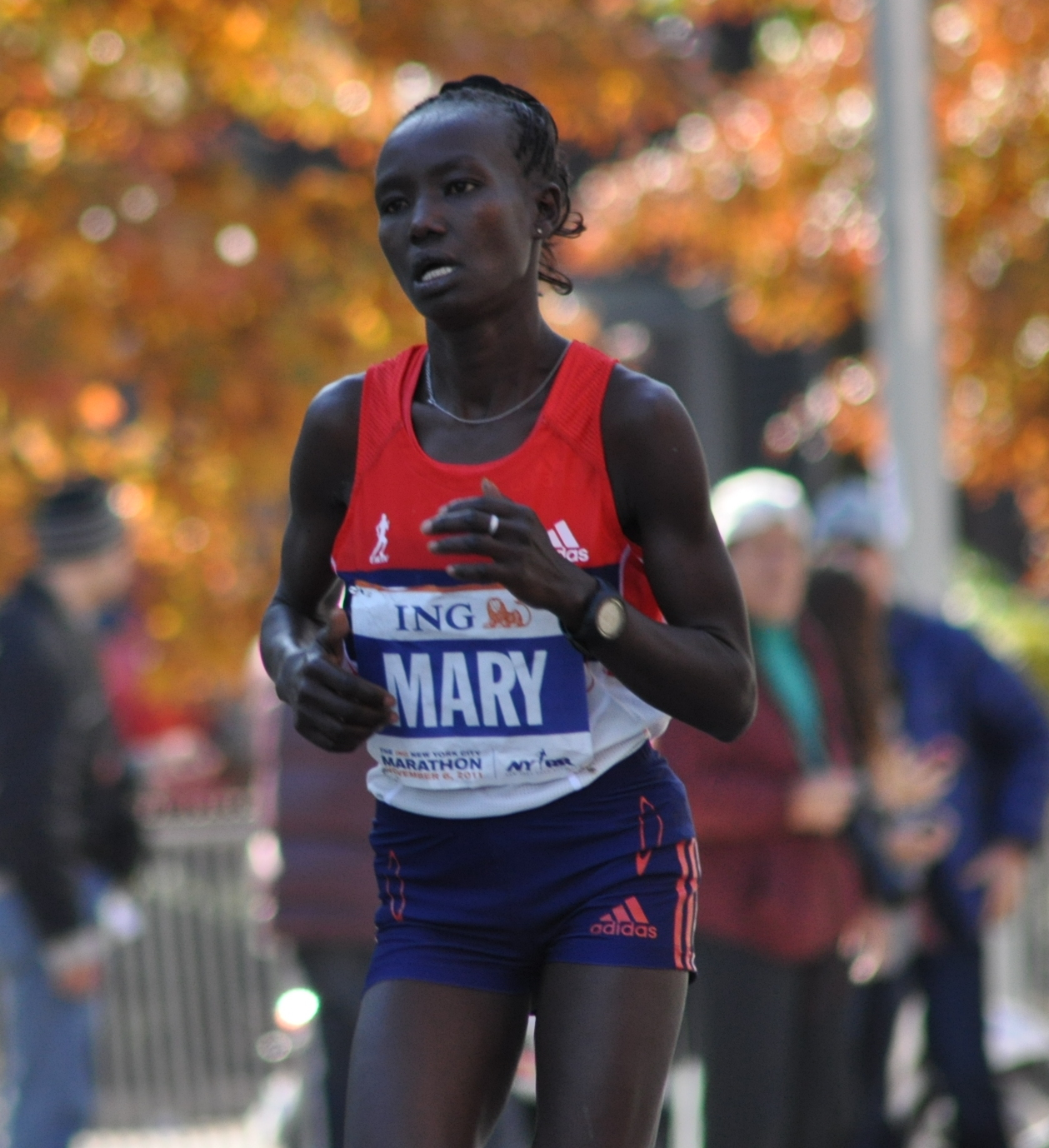
Mary Keitany, primatista mondiale della specialità per le gare esclusivamente femminili

I record mondiali nella maratona sono riconosciuti ufficialmente dalla World Athletics solo dal 1º gennaio 2004; in precedenza si parlava invece di "miglior prestazione mondiale".
Affinché un record possa essere omologato il tracciato deve rispettare gli standard stabiliti dalla stessa World Athletics. La misurazione e l'omologazione del percorso avviene per opera di misuratori ufficiali. Questi effettuano la misura rispettando The Measurement of Road Race Courses, edito nel 2004 dalla federazione internazionale di atletica leggera. In caso di record mondiale (e/o continentale, e/o nazionale) la misura viene ripetuta a conferma della distanza corsa che non deve essere inferiore a quella ufficiale.
Normalmente i tempi migliori vengono ottenuti su tracciati relativamente pianeggianti, posti vicino al livello del mare, con condizioni climatiche fresche e con l'aiuto delle cosiddette lepri che impostano subito il ritmo della gara.
Il record mondiale assoluto della maratona è di 2 ore, 0 minuti e 35 secondi, stabilito l'8 ottobre 2023 nella maratona di Chicago dal keniota Kelvin Kiptum. Al femminile sono previsti due record mondiali, uno ottenuto in gara mista (con uomini e donne che corrono contemporaneamente) e uno ottenuto in una gara esclusivamente femminile: in gara mista il primato appartiene all' etiope Tigist Assefa, che lo ha stabilito il 24 settembre 2023 alla maratona di Berlino con il tempo di 2 ore 11 minuti e 53 secondi, mentre per le gare esclusivamente femminili è detenuto dalla connazionale Mary Keitany, col tempo di 2 ore 17 minuti e 1 secondo, corso il 23 aprile 2017 alla maratona di Londra.

### Maschili
Statistiche aggiornate all'1 dicembre 2024.
|                             | Tempo    | Atleta               | Luogo     | Data            |
| --------------------------- | -------- | -------------------- | --------- | --------------- |
| Record mondiale             | 2h00'35" | Kelvin Kiptum        | Chicago   | 8 ottobre 2023  |
| Record olimpico             | 2h06'26" | Tamirat Tola         | Parigi    | 10 agosto 2024  |
| Record africano             | 2h00'35" | Kelvin Kiptum        | Chicago   | 8 ottobre 2023  |
| Record asiatico             | 2h04'43" | El Hassan El-Abbassi | Valencia  | 2 dicembre 2018 |
| Record europeo              | 2h03'36" | Bashir Abdi          | Rotterdam | 24 ottobre 2021 |
| Record nord-centroamericano | 2h05'36" | Cameron Levins       | Tokyo     | 5 marzo 2023    |
| Record oceaniano            | 2h06'22" | Andrew Buchanan      | valencia  | 1 dicembre 2024 |
| Record sudamericano         | 2h04'51" | Daniel do Nascimento | Seul      | 17 aprile 2022  |
| Record nazionale            | 2h05'24" | Yohanes Chiappinelli | Valencia  | 1 dicembre 2024 |

### Femminili
Statistiche aggiornate al 13 ottobre 2024.
|                             | Tempo       | Atleta            | Luogo    | Data             |
| --------------------------- | ----------- | ----------------- | -------- | ---------------- |
| Record mondiale             | 2h09'56" mx | Ruth Chepngetich  | Chicago  | 13 ottobre 2024  |
| Record olimpico             | 2h22'55"    | Sifan Hassan      | Parigi   | 11 agosto 2024   |
| Record africano             | 2h09'56" mx | Ruth Chepngetich  | Chicago  | 13 ottobre 2024  |
| Record asiatico             | 2h18'59" wo | Honami Maeda      | Osaka    | 28 gennaio 2024  |
| Record europeo              | 2h13'44" mx | Sifan Hassan      | Chicago  | 8 ottobre 2023   |
| Record nord-centroamericano | 2h18'29"    | Emily Sisson      | Chicago  | 9 ottobre 2022   |
| Record oceaniano            | 2h21'34"    | Sinead Diver      | Valencia | 4 dicembre 2022  |
| Record sudamericano         | 2h24'18"    | Florencia Borelli | Siviglia | 18 febbraio 2024 |
| Record nazionale            | 2h23'14"    | Sofija Jaremčuk   | Londra   | 27 aprile 2025   |

Legenda:
: record mondiale
: record olimpico
: record africano
: record asiatico
: record europeo
: record nord-centroamericano e caraibico
: record oceaniano
: record sudamericano
: record italiano

## Migliori atleti

### Maschili
Statistiche aggiornate al 13 ottobre 2024.
|     | Tempo    | Atleta           | Luogo    | Data              |
| --- | -------- | ---------------- | -------- | ----------------- |
| 1.  | 2h00'35" | Kelvin Kiptum    | Chicago  | 8 ottobre 2023    |
| 2.  | 2h01'09" | Eliud Kipchoge   | Berlino  | 25 settembre 2022 |
| 3.  | 2h01'41" | Kenenisa Bekele  | Berlino  | 29 settembre 2019 |
| 4.  | 2h01'48" | Sisay Lemma      | Valencia | 3 Dicembre 2023   |
| 5.  | 2h02'16" | Benson Kipruto   | Tokyo    | 3 marzo 2024      |
| 6.  | 2h02'43" | John Korir       | Chicago  | 13 ottobre 2024   |
| 7.  | 2h02'48" | Birhanu Legese   | Berlino  | 29 settembre 2019 |
| 8.  | 2h02'55" | Mosinet Geremew  | Londra   | 28 aprile 2019    |
| 8.  | 2h02'55" | Timothy Kiplagat | Tokyo    | 3 marzo 2024      |
| 10. | 2h02'57" | Dennis Kimetto   | Berlino  | 28 settembre 2014 |

### Femminili
Statistiche aggiornate al 13 ottobre 2024.
|     | Tempo    | Atleta           | Luogo    | Data              |
| --- | -------- | ---------------- | -------- | ----------------- |
| 1.  | 2h09'56" | Ruth Chepngetich | Chicago  | 13 ottobre 2024   |
| 2.  | 2h11'53" | Tigist Assefa    | Berlino  | 24 Settembre 2023 |
| 3.  | 2h13'44" | Sifan Hassan     | Chicago  | 8 ottobre 2023    |
| 4.  | 2h14'04" | Brigid Kosgei    | Chicago  | 13 ottobre 2019   |
| 5.  | 2h14'58" | Amane Shankule   | Valencia | 4 dicembre 2022   |
| 6.  | 2h15'25" | Paula Radcliffe  | Londra   | 13 aprile 2003    |
| 7.  | 2h15'51" | Worknesh Degefa  | Valencia | 3 dicembre 2023   |
| 8.  | 2h16'07" | Tigist Ketema    | Dubai    | 7 gennaio 2024    |
| 9.  | 2h16'22" | Almaz Ayana      | Valencia | 3 dicembre 2023   |
| 10. | 2h16'28" | Rosemary Wanjiru | Tokyo    | 5 marzo 2023      |

## Tradizione olimpica
Fin dalla fondazione dei moderni Giochi olimpici, è diventata tradizione che la maratona maschile sia l'ultimo evento del programma di atletica leggera, con l'arrivo posto all'interno dello stadio olimpico. Spesso viene disputata a poche ore dalla cerimonia di chiusura, durante la quale avviene la relativa cerimonia di premiazione. Alle Olimpiadi di Parigi 2024, invece, si è scelto di disputare nell'ultimo giorno di gare la maratona femminile, anticipando al giorno prima quella maschile.
Questa tradizione è stata sostituita da una molto più antica in occasione dei Giochi olimpici del 2004, quando il percorso da Maratona ad Atene terminò allo Stadio Panathinaiko dove si svolsero i Giochi olimpici del 1896, nel 1960 durante i Giochi olimpici di Roma, quando il punto di arrivo era situato sotto l'Arco di Costantino (al termine di una suggestiva maratona serale), e nel 2012 durante i Giochi olimpici di Londra, quando il punto di arrivo (lo stesso di partenza) era situato presso The Mall.

## Altri usi del termine
Il termine "maratona" viene anche usato in senso metaforico più ampio, per indicare un qualsiasi evento, sportivo e meno (ad esempio "maratona televisiva"), che si protragga per molto tempo e richieda grande resistenza.